# Walt Aikens
Walter Aikens Jr. (Charlotte, 19 giugno 1991) è un giocatore di football americano statunitense che gioca nel ruolo di cornerback per i Miami Dolphins della National Football League (NFL). Fu scelto nel corso del quarto giro (125º assoluto) del Draft NFL 2014. Al college giocò a football all'Università dell'Illinois (2009) e alla Liberty University (2011-2013).

## Carriera professionistica

### Miami Dolphins
Aikens fu scelto nel corso del quarto giro del Draft 2014 dai Miami Dolphins. Debuttò come professionista subentrando nella vittoria della settimana 1 contro i New England Patriots e mettendo a segno un tackle. Nella settimana 4 contro i Raiders mise a segno il primo intercetto in carriera ai danni del quarterback Derek Carr. La sua prima stagione si chiuse con 15 tackle in 15 presenze.

## Statistiche
| Partite totali      | 15 |
| Partite da titolare | 0  |
| Tackle totali       | 15 |
| Sack fatti          | 0  |
| Intercetti          | 1  |

Statistiche aggiornate alla stagione 2014